# 自鸣钟
自鸣钟，又名候钟，能自动按时自击，发出声响，以报告时刻的机械时钟。
明朝万历九年（1581年）耶稣会士意大利人罗明坚首次将西洋自鸣钟带到中国广州。他把钟的刻度从24小时改为中国的12时辰。每天分为100刻。和中国传统计时器相比较，自鸣钟结构紧凑，尺寸小，准确方便。17世纪自鸣钟不断输入中国，明朝末年已经有中国人仿制。现存最早的自鸣钟是万历二十九年（1601年）意大利著名传教士利玛窦向明神宗所进献。清代自鸣钟为宫中计时仪器，亦为宫内陈设品。